# Panurginus annulatus
Panurginus annulatus là một loài Hymenoptera trong họ Andrenidae. Loài này được Sichel mô tả khoa học năm 1859.